# Woodsia
Woodsia R.Br. è un genere di piante dell'ordine Polypodiales, unico genere della famiglia Woodsiaceae Herter.

## Descrizione

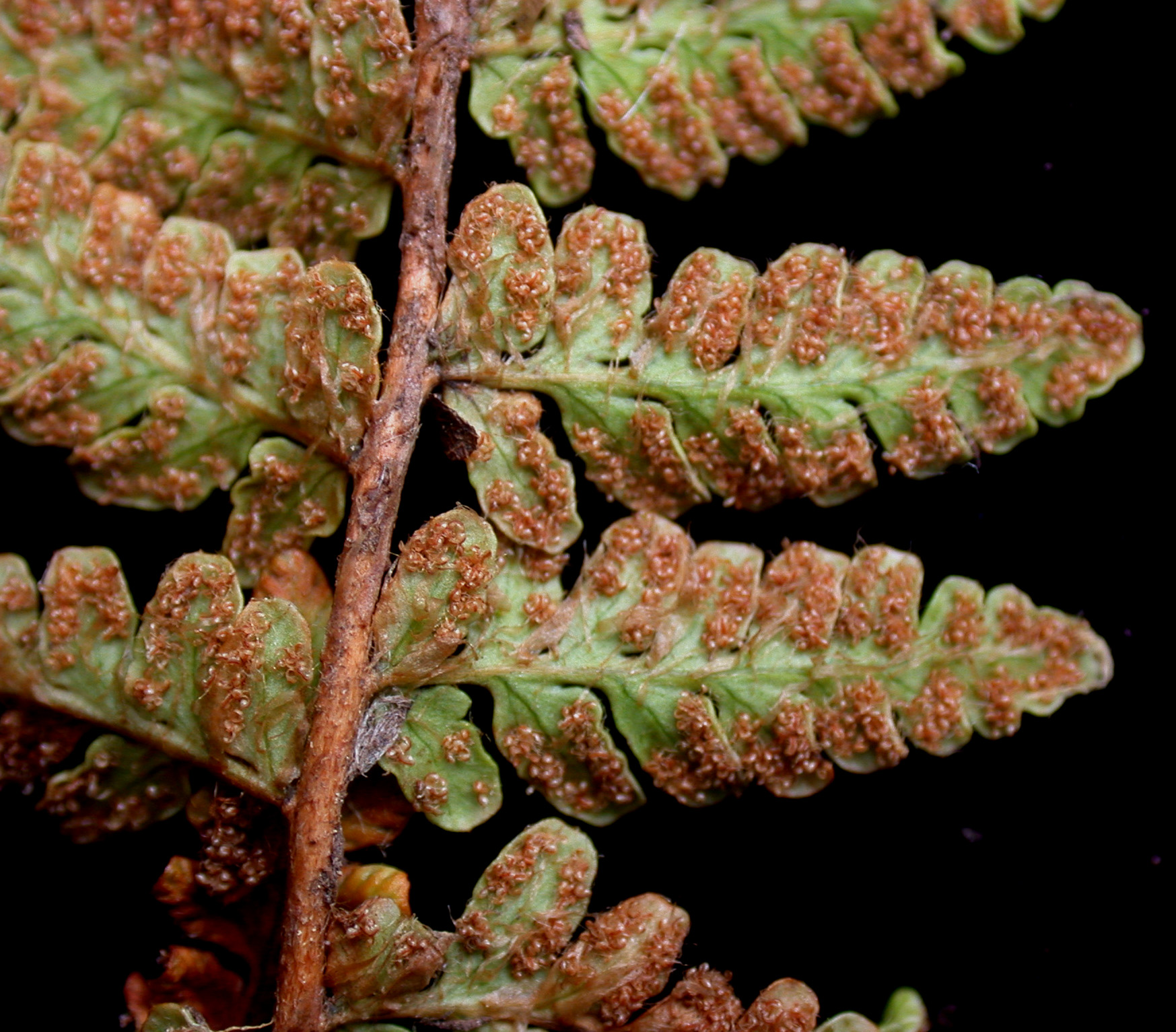
Sori di Woodsia ilvensis

Le felci del genere Woodsia crescono solitamente su roccia. Possiedono fusti da compatti a striscianti, orizzontali o eretti. Le foglie solitamente muoiono durante l'inverno ma talvolta persistono fino alla stagione successiva. Le foglie pennate hanno una lamina lineare, lanceolata o ovata, che si restringe gradualmente verso l'apice. I sori sono disposti in una singola fila tra la nervatura centrale della foglia e i margini fogliari. Indusi filamentosi e sezionati in diversi segmenti ricoprono i sori che contengono le spore brunastre.

## Tassonomia
Il genere comprende le seguenti specie:
- Woodsia alpina (Bolton) Gray
- Woodsia andersonii (Bedd.) Christ
- Woodsia angolensis Schelpe
- Woodsia appalachiana T.M.C.Taylor
- Woodsia asiatica Kiselev & Shmakov
- Woodsia burgessiana Gerrard ex Hook. & Baker
- Woodsia calcarea (Fomin) Shmakov
- Woodsia canescens (Kunze) Mett.
- Woodsia caucasica (C.A.Mey.) J.Sm.
- Woodsia cinnamomea Christ
- Woodsia cochisensis Windham
- Woodsia cycloloba Hand.-Mazz.
- Woodsia cystopteroides Windham & Mickel
- Woodsia elongata Hook.
- Woodsia glabella R.Br.
- Woodsia gorovoii Krestsch. & Shmakov
- Woodsia guizhouensis P.S.Wang, Q.Luo & Li Bing Zhang
- Woodsia hancockii Baker
- Woodsia heterophylla (Turcz. ex Fomin) Shmakov
- Woodsia ilvensis (L.) R.Br.
- Woodsia indusiosa Christ
- Woodsia kangdingensis H.S.Kung, Li Bing Zhang & X.S.Guo
- Woodsia kungiana Li Bing Zhang, N.T.Lu & X.F.Gao
- Woodsia lanosa Hook.
- Woodsia macrochlaena Mett. ex Kuhn
- Woodsia macrospora C.Chr. & Maxon
- Woodsia manchuriensis Hook.
- Woodsia mexicana Fée
- Woodsia microsora Kodama
- Woodsia mollis (Kaulf.) J.Sm.
- Woodsia montevidensis Hieron.
- Woodsia neomexicana Windham
- Woodsia oblonga Ching & S.H.Wu
- Woodsia obtusa (Spreng.) Torr.
- Woodsia okamotoi Tagawa
- Woodsia oregana D.C.Eaton
- Woodsia phillipsii Windham
- Woodsia pilosa Ching
- Woodsia pinnatifida (Fomin) Shmakov
- Woodsia plummerae Lemmon
- Woodsia polystichoides D.C.Eaton
- Woodsia pseudoilvensis Tagawa
- Woodsia pseudopolystichoides (Fomin) Kiselev & Shmakov
- Woodsia pubescens Spreng.
- Woodsia pulchella Bertol.
- Woodsia rosthorniana Diels
- Woodsia saitoana Tagawa
- Woodsia scopulina D.C.Eaton
- Woodsia shensiensis Ching
- Woodsia sinica Ching
- Woodsia subcordata Turcz.
- Woodsia taigischensis (Stepanov) Kuznetsov
- Woodsia taishanensis F.Z.Li & C.K.Ni